# Het spoor naar Brazzaville
Het spoor naar Brazzaville is een spionageroman van auteur Gérard de Villiers en het 101e deel uit de S.A.S.-reeks met als protagonist de Oostenrijkse prins en freelance CIA-agent Malko Linge.

De ligging van de Republiek Congo in Centraal-Afrika.

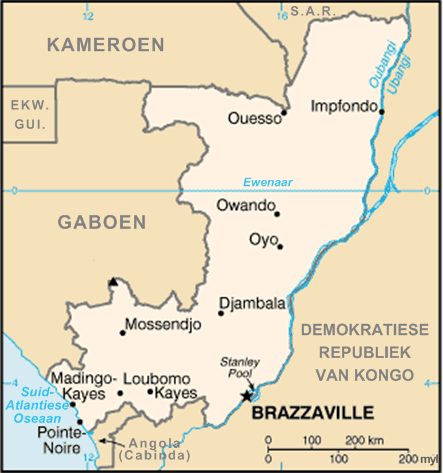
De hoofdstad Brazzaville van de Republiek Congo.

## Het verhaal
Boven Zaïre ontploft een Douglas DC10 dat was opgestegen van Ndjamena in Tsjaad en waarbij alle 171 inzittenden om het leven kwamen. Een van de slachtoffers was Alphonse Loukoula, een Zaïrese crimineel.
Malko onderzoekt in opdracht van de CIA de vliegramp.
De sjiitische Libanese minderheid in Zaïre verleent maar mondjesmaat medewerking aan de CIA omdat de lokale CIA-chef verslaafd is aan whisky en vaak te diep in het glas kijkt.
Hij krijgt hulp van de hoer Hortense, een negerin met prachtige reeënogen.

## Personages
- Malko Linge, Oostenrijkse prins en CIA-agent;
- Alphonse Loukoula
- Hortense

## Luisterboek
Het spoor naar Brazzaville is in 1993 ook verschenen als luisterboek op 4 compact cassettes bij uitgeverij Interval in de reeks Bandelier (INTMC-40-MI 2; ISBN 9055290491. Voorgelezen door Kees Scholten.